# Cantó d'Audincourt
El cantó d'Audincourt és un cantó francès del departament del Doubs, situat al districte de Montbéliard. Té 5 municipis i el cap és Audincourt.

## Municipis
- Arbouans
- Audincourt
- Courcelles-lès-Montbéliard
- Dasle
- Taillecourt

## Història
| Data d'elecció                           | Identitat         | Partit           | Qualitat |
| ---------------------------------------- | ----------------- | ---------------- | -------- |
| 1945-1958                                | Georges Reverbori | SFIO             |          |
| 1958-1964                                | Louis Garnier     | PCF              |          |
| 1964-2001                                | Serge Paganelli   | PCF, després ADS |          |
| 2001-                                    | Paul Coizet       | PS               |          |
| les dades anteriors no són pas conegudes |                   |                  |          |
|                                          |                   |                  |          |